# Philipp Wessel
Paul Philipp Friedrich Wessel (* 20. Januar 1826 in Kulm; † 20. Juni 1855 in Bonn) war ein deutscher Burschenschafter, Geograph und Paläobotaniker. Sein botanisches Autorenkürzel lautet „P.Wessel“.

## Leben
Philipp Wessel studierte an der Rheinischen Friedrich-Wilhelms-Universität in Bonn und wurde im Rahmen der „Bankett-Affäre“ vom 25. Februar 1849 wegen Aufrufes zu einem Festzug mit anschließendem Bankett in der Bonner Innenstadt anlässlich des ersten Jahrestages der revolutionären Ereignisse in Frankreich von der Universität verwiesen. Er war aktiver Burschenschafter und zunächst Mitglied der Bonner Burschenschaft Frankonia, bevor er am 9. März 1849 mit Ludwig Meyer die Burschenschaft „Normannia“ begründete.
Philipp Wessel wurde nach seiner Rückkehr 1851 bei Jacob Nöggerath zum Dr. phil. promoviert und habilitierte sich anschließend für Physikalische und Physische Geographie. Er litt allerdings mittlerweile an einer Lungenkrankheit, die ihn sehr schwächte und dazu zwang, bereits den Winter 1853 in Meran zur Erholung zu verbringen. Im Sommer 1854 begann er mit seinem Freund und behandelnden Arzt Karl Otto Weber mit der Bearbeitung der Tertiärflora der niederrheinischen Braunkohlenformation.
Als Ergebnis dieser Bearbeitung ist Philipp Wessel Erstbeschreiber von zahlreichen fossilen Pflanzen aus der Braunkohle. Die Schrift wurde von Karl Otto Weber fertiggestellt und ein halbes Jahr nach seinem Tod mit Philipp Wessel als Erstautor unter dem Titel „Neuer Beitrag zur Tertiärflora der niederrheinischen Braunkohlenformation“ veröffentlicht.

## Schriften (Auswahl)
- Descriptio geognostica regionis oribus Viadrinis circumiectae. Bonnae 1851 (Digitalisat)
- mit Karl Otto Weber: Neuer Beitrag zur Tertiärflora der niederrheinischen Braunkohlenformation. In: Palaeontographica. Beiträge zur Naturgeschichte der Vorwelt, IV, Vierte Lieferung vom Dezember 1855, Cassel 1856, S. 111–130, Tafel XX–XXX (Digitalisat)